# In a Mirror Darkly
In a Mirror Darkly is het tiende studioalbum van het Duitse progressieve-metalproject Mekong Delta. Gitarist Benedikt Zimniak maakt geen deel meer uit van de band. Het album keert muzikaal wat meer terug richting het tweede en derde album maar blijft toch verrassend nieuw klinken.

## Tracklist
1. "Introduction (instrumental)"
2. "Ouverture"
3. "The Armageddon Machine"
4. "The Sliver in Gods Eye"
5. "Janus"
6. "Inside the Outside of the Inside (instrumental)"
7. "Hindsight Bias"
8. "Mutant Messiah"

## Bezetting
- Ralf Hubert - basgitaar
- Martin LeMar - zang
- Alexander Landenburg - drums
- Erik Adam H. - gitaar